# Trojan (Wrzesina)
Trojan (Młyn Trojan, niemiecka Trojahnmühle) – część wsi Wrzesina w Polsce, położona w województwie warmińsko-mazurskim, w powiecie olsztyńskim, w gminie Jonkowo. 
W latach 1975–1998 Trojan administracyjnie należał do województwa olsztyńskiego.

## Historia
Młyn istniał już w 1532 r., nazwa pojawiła się w zapisach w XVII w. (Troian – 1622, Trojahn, Troyan Mühle – 1820, Trojan – 1789). Osada wymieniana jest w dokumencie z 1574 r., kiedy to została sprzedana i przebudowana na młyn i tartak. W 1633 r. młyn został zakupiony przez Alberta Trojana. 
W opracowaniu Barczewskiego, lokalizacja osady jest opisywana jako: „młyn Trojan pod Sząbrukiem na stróżce wpadającej do kanału od warkałskich torfiaków”.
W 1949 r. Młyn – Trojan, gm. Szombark, pow. Olsztyn. Przemiał zboża został znacjonalizowany i przejęty przez państwo. W latach 80. XX w. w osadzie mieścił się ośrodek kolonijno-wczasowy (ok. 1,5 km na zachód od Wrzesiny).